# Lenguas hruso-dammai-bangru
Las lenguas hruso-dammai-bangru (o también simplemente hruso-dammai o hruso) son un subgrupo filogenético propuesto dentro de las lenguas sino-tibetanas de la India. Usualmente el grupo se divide en dos subgrupos que se cree estarían relacionados:
- Las lengua aka o lengua hruso propiamente dichas.
- Las lenguas miji o dammai (dhammai).

Sin embargo, Blench y Post (2011) sospechan que ambos grupos podrían ser rel resultado de la diversificación de dos lenguas aisladas. Y su similitud se debería solo a un prolognado contacto.